# Épineuse
Épineuse – miejscowość i gmina we Francji, w regionie Hauts-de-France, w departamencie Oise.
Według danych na rok 1990 gminę zamieszkiwało 230 osób, a gęstość zaludnienia wynosiła 32 osoby/km² (wśród 2293 gmin Pikardii Épineuse plasuje się na 769. miejscu pod względem liczby ludności, natomiast pod względem powierzchni na miejscu 675.).